# Ruossakero
Ruossakero är ett berg i Finland. Det ligger i Enontekis i landskapet Lappland, i den norra delen av landet, 900 km norr om huvudstaden Helsingfors. Toppen på Ruossakero är 564 meter över havet.
Terrängen runt Ruossakero är huvudsakligen platt, men västerut är den kuperad.  Trakten runt Ruossakero är nära nog obefolkad, med mindre än två invånare per kvadratkilometer. Det finns inga samhällen i närheten. Omgivningarna runt Ruossakero är i huvudsak ett öppet busklandskap.